# Mont Kamihorokamettoku
Le mont Kamihorokamettoku (上ホロカメットク山, Kami-horokamettoku-san) est une montagne culminant à 1 920 m d'altitude dans le groupe volcanique Tokachi sur l'île de Hokkaidō au Japon.